# Gino Picciotto
 (Cosenza, 21 dicembre 1917 – 28 febbraio 1996) è stato un politico italiano.

## Biografia
Laureato in Lettere, esponente del Partito Comunista Italiano, di cui è segretario della federazione provinciale di Cosenza dalla metà degli anni '50.
Candidato alla Camera dei deputati alle elezioni politiche del 1953, è il primo dei non eletti, ma subentra a Montecitorio dopo il decesso di Giuseppe Di Vittorio nel novembre 1957, restando in carica per gli ultimi sette mesi della II Legislatura.
Viene poi rieletto deputato nella IV legislatura (dal 1963 al 1968) e nella VI (rimanendo in carica dal 1972 al 1976).
Muore nel febbraio del 1996 all'età di 79 anni.